# Richard Pramotton
Richard Pramotton, né le 9 mai 1964 à Courmayeur, est un ancien skieur alpin italien.
Il est frère de Roger Pramotton, un autre skieur valdôtain de haut niveau.

## Palmarès

### Championnats du monde
| Épreuve / Édition | Bormio 1985 | Crans Montana 1987 |
| Super-G           | -           | 11e                |
| Géant             | 13e         | -                  |

### Coupe du monde
- Meilleur résultat au classement général : 5e en 1987
  - 3 victoires : 3 géants
  - 10 podiums

#### Différents classements en coupe du monde
| Saison / Épreuve | Saison / Épreuve | Général | Général | Slalom | Slalom | Géant  | Géant  | Super-G | Super-G | Combiné | Combiné |
| ---------------- | ---------------- | ------- | ------- | ------ | ------ | ------ | ------ | ------- | ------- | ------- | ------- |
| Saison / Épreuve | Saison / Épreuve | Class.  | Points  | Class. | Points | Class. | Points | Class.  | Points  | Class.  | Points  |
| 1984             | 1984             | 92e     | 6       | -      | -      | 36e    | 6      | -       | -       | -       | -       |
| 1985             | 1985             | 21e     | 74      | 33e    | 8      | 7e     | 57     | -       | -       | 23e     | 9       |
| 1986             | 1986             | 16e     | 111     | 15e    | 38     | 6e     | 52     | 18e     | 13      | 27e     | 8       |
| 1987             | 1987             | 5e      | 139     | 13e    | 26     | 3e     | 95     | 8e      | 28      | -       | -       |
| 1988             | 1988             | 31e     | 45      | 13e    | 33     | 19e    | 12     | -       | -       | -       | -       |
| 1989             | 1989             | 55e     | 13      | 19e    | 13     | -      | -      | -       | -       | -       | -       |
| 1990             | 1990             | 102e    | 2       | 36e    | 2      | -      | -      | -       | -       | -       | -       |
| 1991             | 1991             | 74e     | 7       | 35e    | 2      | 30e    | 5      | -       | -       | -       | -       |
| 1992             | 1992             | 46e     | 193     | 18e    | 139    | 31e    | 54     | -       | -       | -       | -       |
| 1993             | 1993             | 100e    | 38      | 38e    | 30     | 48e    | 8      | -       | -       | -       | -       |

### Détail des victoires
| Saison / Épreuve | Géant                   | Total |
| 1986             | Adelboden               | 1     |
| 1987             | Sestrières Alta Badia I | 2     |
| Total            | 3                       | 3     |

## Arlberg-Kandahar
- Meilleur résultat : 15e place dans les slaloms 1988-89 à Sankt Anton et 1992 à Garmisch